# Sigmund Freudenberger
 (août 2024).
Si vous disposez d'ouvrages ou d'articles de référence ou si vous connaissez des sites web de qualité traitant du thème abordé ici, merci de compléter l'article en donnant les références utiles à sa vérifiabilité et en les liant à la section « Notes et références ».
Sigmund Freudenberger, né à le 16 juin 1745 à Berne où il est mort le 15 novembre 1801, est un artiste peintre et dessinateur suisse.
Son nom a été parfois francisé « Sigismond Freudeberg ».

## Biographie
Fils d'un avocat, Freudenberger suit un apprentissage de 1761 à 1764 auprès du peintre Jakob Emanuel Handmann à Berne et devient portraitiste à Paris de 1765 à 1773. Il y fréquente les ateliers de François Boucher et de Johann Georg Wille.
Les représentations de Freudenberger ont souvent un caractère idyllique (La Balançoire, 1770). Les scènes de genre, fort nombreuses, figurant des intérieurs, comme Le Retour du père (1773) ou la Visite urbaine à la campagne (1770) montrent l'influence de Jean-Baptiste Greuze.
Sa production est façonnée par la culture et les modes de vie aristocratique de ses contemporains (Les Mœurs du Temps, vers 1772-1773, Berne, Bibliothèque nationale suisse), parfois situés dans d'élégants intérieurs (Le Boudoir, 1773).
À Paris, de célèbres graveurs ont utilisé de nombreux dessins de Freudenberger comme modèles d'estampes. Pierre Maleuvre interprète Le Boudoir en 1774.
En 1773, il retourne à Berne ou il fonde une académie d'art privée. S'il s'est d'abord dédié à la peinture de portrait, il sera reconnu en son temps pour ses scènes de genre rurales de petit format. Celles-ci sont exécutées à la plume, à l'encre, au pinceau ou à l'aquarelle puis transférées à l'eau-forte et dupliquées dans un second temps (Femme avec enfant, âne et chien devant une maison en ruine, 1770, Kunstmuseum Bern).
En 1778-1780, il illustre avec Balthasar Anthon Dunker, l'Heptaméron français et en 1785 une série avec des représentations de costumes, dans le Premier Cahier des différents Habillements de la Ville de Berne.
Il forma les peintres suisses Gottfried Mind, Franz Niklaus König et fut proche du banquier et graveur Jean-Henri Eberts.
Certains de ses dessins, aujourd'hui identifiés, présentent un caractère érotique et sont fortement recherchés.

## Œuvre

### Conservation
- La Balançoire, 1770, Bibliothèque nationale suisse, Berne.
- Visite urbaine à la campagne, 1770, Kunstmuseum Bern.
- Le Retour du père, 1773, Kunstmuseum Bern.

### Dessins, estampes, illustrations
- Suite d'estampes pour servir à l'histoire des mœurs et du costume des François dans le dix-huitième siècle, Paris, Imprimerie de Prault, 1775-1783.
- avec Balthasar Anton Dunker, L'Heptaméron français, 1778-1780.
- Andréa de Nerciat, Les aphrodites, [Cazin ?], 1793 — la suite de figures lui est attribuée[2].

Il eut de nombreux interprètes, dont les graveurs Antoine Carrée et Charles-Louis Lingée.

Quelques œuvres de Freudenberger
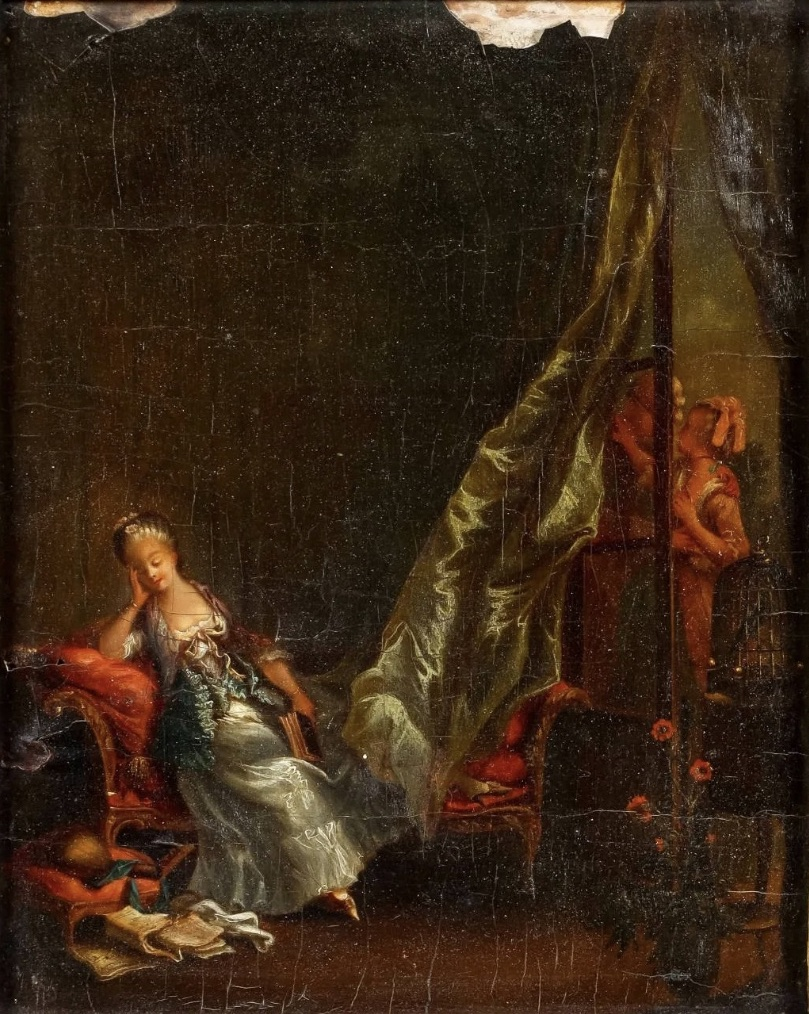
Le Boudoir, scène galante, 1773, coll. privée
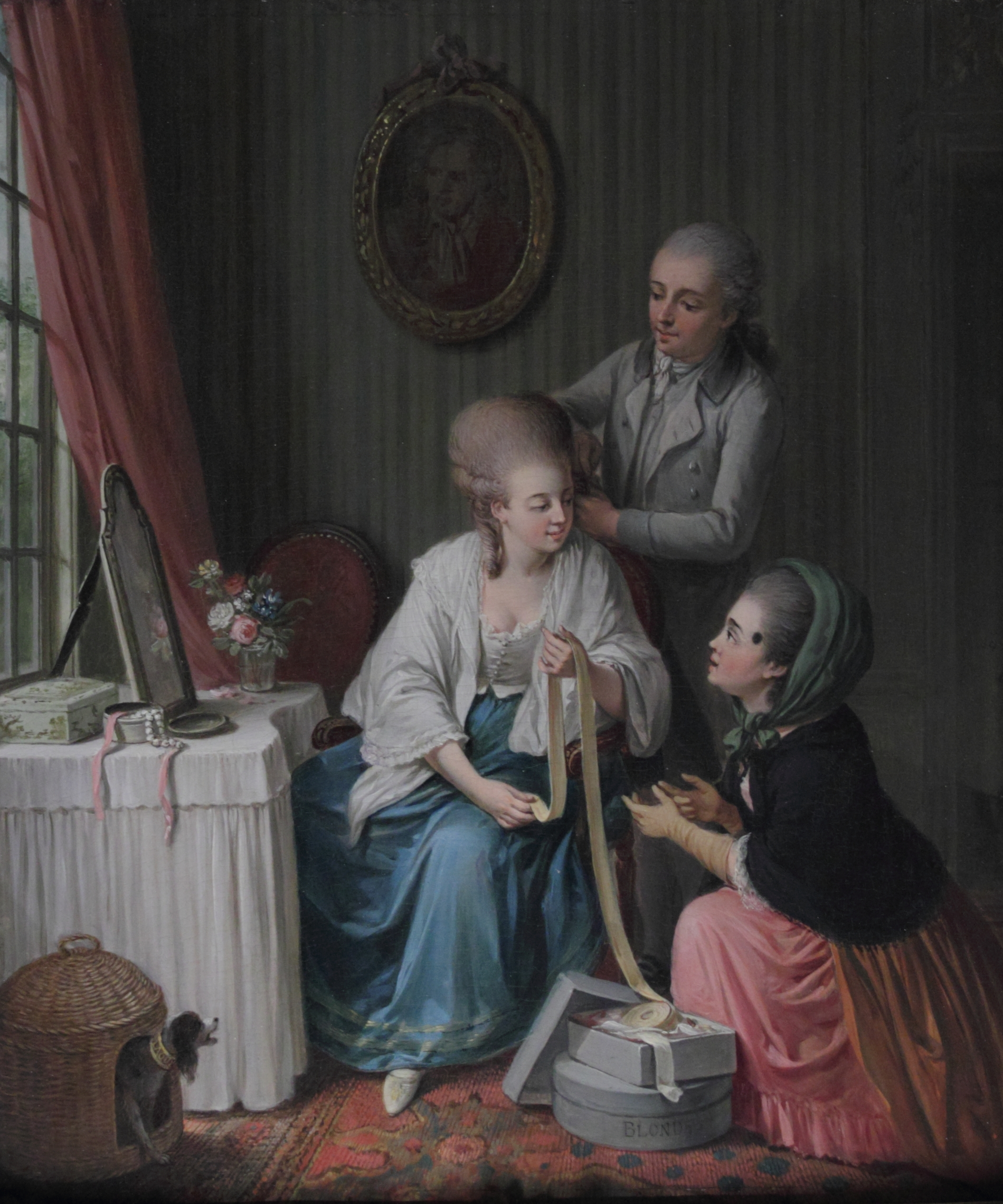
La Marchande de rubans, huile sur toile, Paris, musée Cognacq-Jay